# Guifi.net
Guifi.net és un projecte tecnològic, social i econòmic que té per objectiu la construcció d'una Xarxa de Telecomunicacions de Comuns, oberta, lliure i neutral, majoritàriament feta mitjançant enllaços sense fils amb equips que utilitzen l'espai radioelèctric però també amb diversos trams de fibra òptica, que constitueixen les Xarxes de Nova Generació, amb desenes de milers de nodes (edificis connectats a la xarxa), dels quals el nombre de nodes operatius s'està incrementant de forma constant. La majoria d'aquests nodes estan ubicats a Catalunya i al País Valencià, tot i que hi ha diverses illes de xarxa oberta guifi.net a diferents indrets de la península i les illes. Amb 32.000 edificis connectats és una de les xarxes comunitàries amb radioenllaços wi-fi i fibra òptica més extensa del món. La Fundació Guifi.net està dirigida per Lluís Dalmau i Ramon Roca presideix el Patronat.
Els nodes de la xarxa són de particulars, empreses i administracions que lliurement es connecten a aquesta amb mitjans propis o mitjançant algun instal·lador per tal de poder accedir a una autèntica xarxa de comuns oberta i neutral de telecomunicacions i/o estendre-la per fer-la arribar allà on els calgui, tant la infraestructura com els continguts que per ella poden circular, ja que d'altra manera els avantatges de la societat de la informació i el coneixement no serien accessibles a diverses zones del territori, pel fet d'estar en zones de manca de cobertura o de deficiències en el mercat d'accés a Internet i als continguts digitals. Els diferents nodes que formen part de la xarxa guifi.net es van unint a la infraestructura creant interconnexions, la infraestructura de la xarxa és pública i oberta explícitament per facilitar-ne el coneixement de l'enginyeria, perquè es pugui avaluar el funcionament dels diferents trams i perquè cadascú pugui crear trams nous on calguin.
A guifi.net amb l'ajuda de la Fundació es desenvolupa un ecosistema on hi ha les persones participants, instal·ladors, mantenidors i operadors d'accés a Internet i de continguts i serveis, professionals i voluntariat. Aquest ecosistema s'articula amb les taules de compensacions.

## Fonaments bàsics

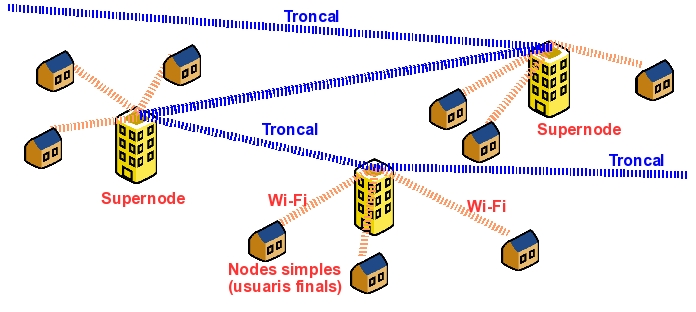
Exemple simple de xarxa guifi.net

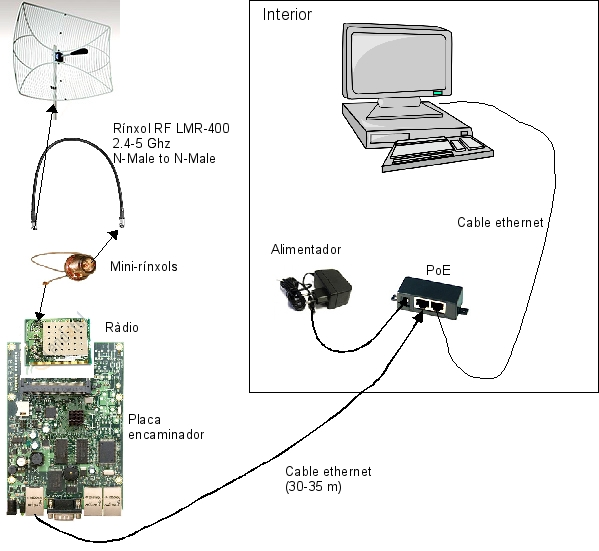
Esquema d'una instal·lació per a un usuari/client

Els seus fonaments bàsics del projecte guifi.net són els Comuns de la Xarxa Oberta, Lliure i Neutral Comuns de la XOLN.
- Ets lliure d'utilitzar la xarxa per qualsevol propòsit en tant que no perjudiquis al funcionament de la mateixa xarxa o a la llibertat dels altres usuaris.
- Ets lliure de saber com és la xarxa, els seus components i com funciona.
- Ets lliure de fer ús de la xarxa per a qualsevol tipus de comunicació i difondre'n el seu funcionament.
- Incorporant-te a la xarxa, ajudes a estendre aquestes llibertats en les mateixes condicions.

Topològicament la xarxa de guifi.net és una malla formada per "nodes" i "supernodes". Els "nodes" normalment són antenes que tenen els clients finals de la xarxa i els "supernodes" s'utilitzen per comunicar-se entre ells mateixos i amb els "nodes".

## Història

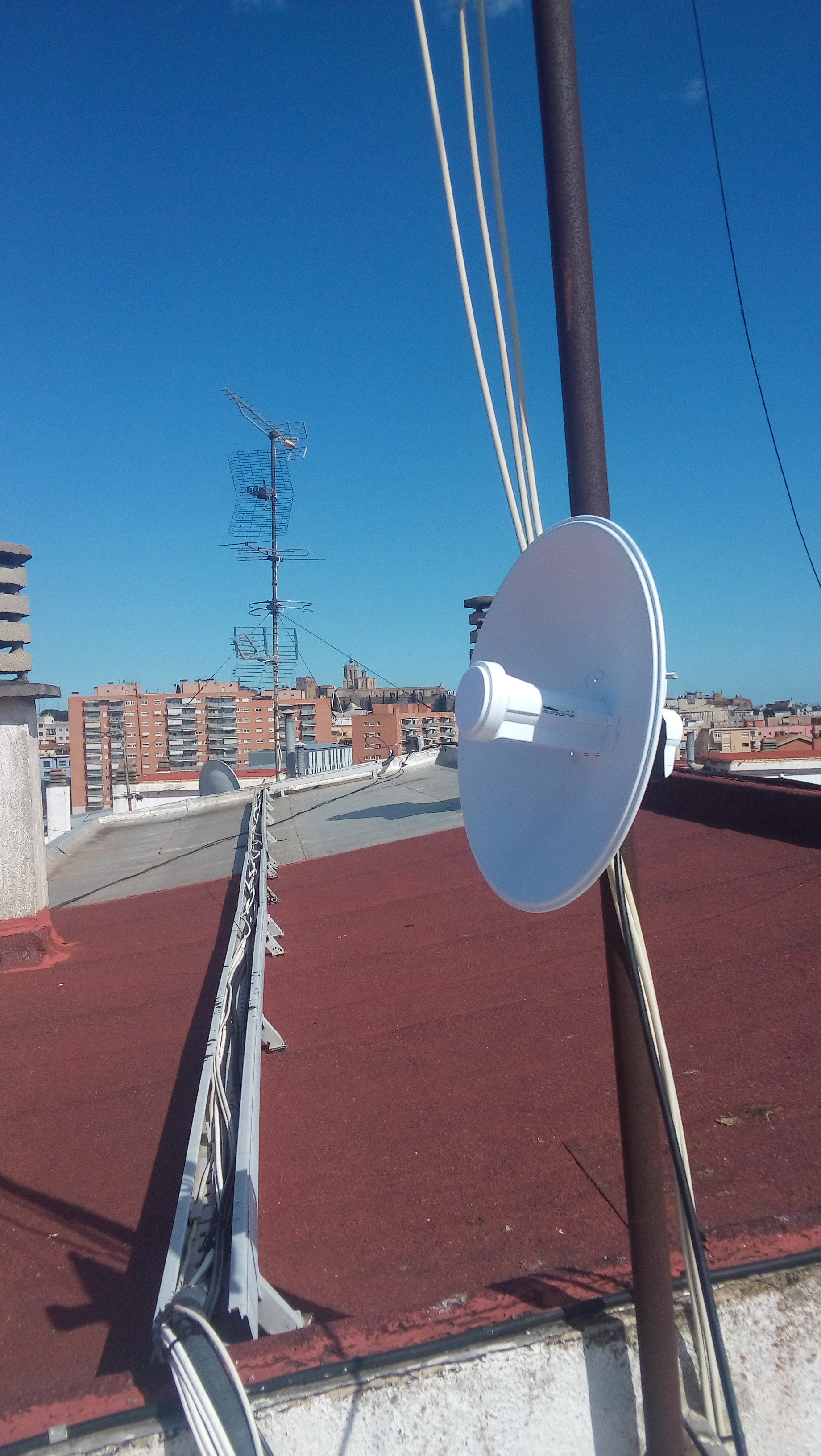
Antena client instal·lada

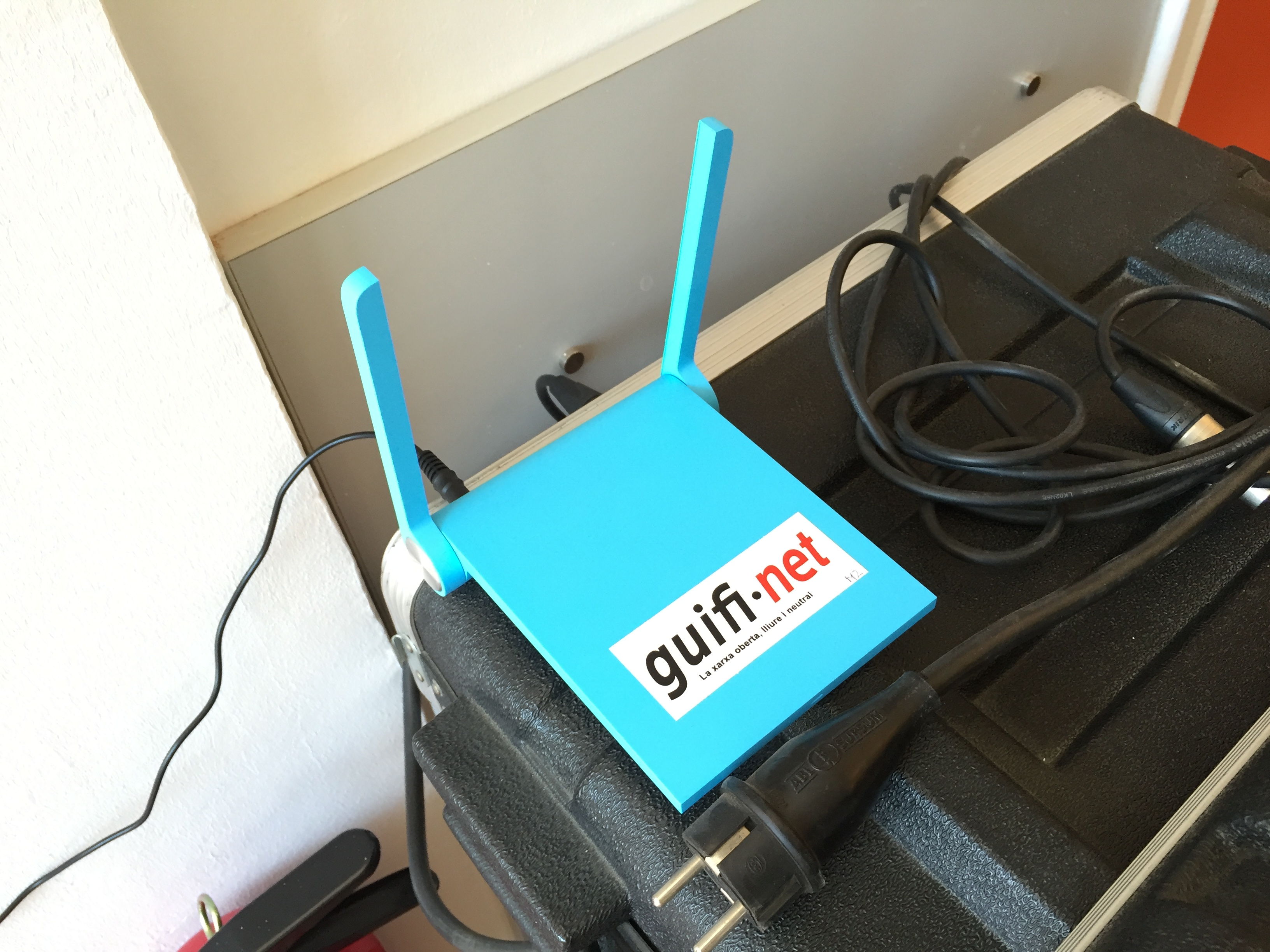
Mòdem guifi.net

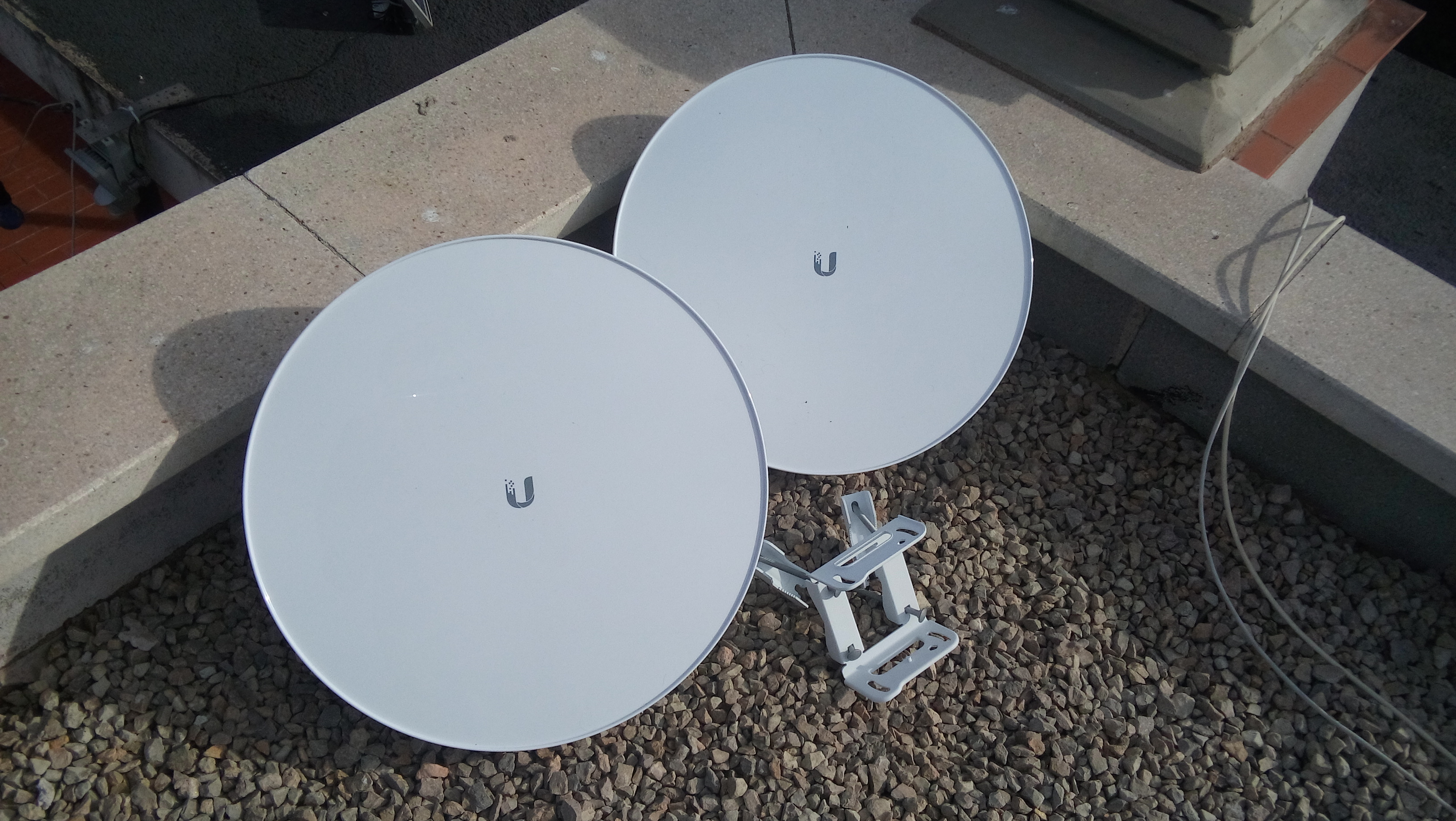
Antenes utilitzades per a la instal·lació de "supernodes"

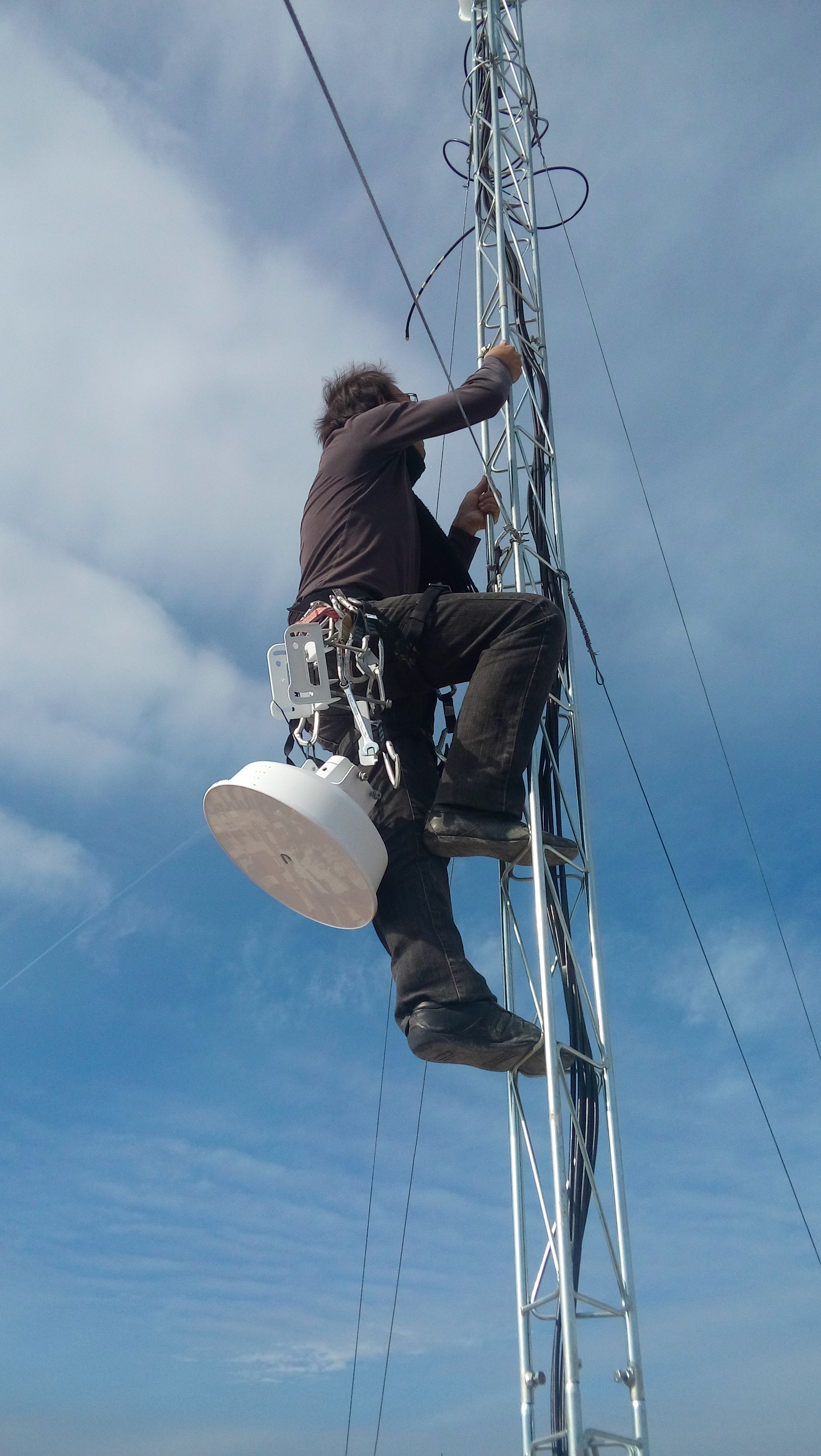
Instal·lació d'un "supernode" de la xarxa

Guifi.net es va gestar a la primavera del 2004. El 03/04/2004 diverses persones interessades en el tema es varen reunir per compartir idees i planificar les primeres proves. Fruit de les proves fetes, el 15/05/2004 es van establir els primers enllaços permanents i estables entre els municipis osonencs de Calldetenes, Gurb, Santa Eugènia de Berga i Vic.
- El 29/10/2004 Vilaweb va atorgar el Premi Vilaweb 2004 a guifi.net,[6] impulsor de la xarxa ciutadana oberta.

- El 17/11/2006 el Consell Nacional de Joventut de Catalunya va lliurar a guifi.net el Premi al projecte associatiu més innovador, per "ser un projecte pioner en les noves formes de participació", per "ser un projecte, que més enllà d'oferir Internet gratuïtament, ofereix recursos a la comunitat, i connecta amb el món rural", i per apropar els joves les noves tecnologies de la informació i la comunicació.

- El 19/04/2007 guifi.net va ser un dels tres finalistes al Premi IGC Ciutat del Coneixement de l'Internet Global Congress 2007, aquest premi té l'objectiu de reconèixer públicament les millors iniciatives (idees, projectes, investigacions) centrades en l'ús social de les noves tecnologies digitals de la informació, la comunicació i el coneixement.

- El 06/11/2007 lliuren a guifi.net el Premi Nacional de Telecomunicacions 2007 de la Generalitat de Catalunya[7] perquè és una xarxa de telecomunicacions oberta, de banda ampla i neutral, que, tot respectant els criteris marcats per la normativa vigent, assoleix prestacions d'alt nivell i a baix cost, i garanteix l'accés universal a la societat de la informació i la incorporació de serveis de valor afegit allà on és implantada. El jurat ha ressaltat també que els 2.700 nodes de xarxa ja operatius, i el seu ritme de creixement arreu de Catalunya són una contribució important a l'equilibri territorial, així com una bona forma d'afrontar l'escletxa digital.

- El maig 2008 presenta a les V Jornades sobre les Telecomunicacions a les Administracions Locals[8] organitzades pel Col·legi Oficial d'Enginyers Tècnics de Telecomunicacions de Catalunya juntament amb l'Associació Catalana de Municipis i Comarques amb la col·laboració de Localret la ponència 'guifi.net, una oportunitat per a les administracions locals' per tal d'exposar l'oportunitat que tenen les administracions públiques de fer Xarxa Oberta de telecomunicacions al seu territori en benefici dels ciutadans, la mateixa administració i les empreses, presentant els inconvenients clars de fer xarxes privades que s'apropien de l'espai radioelèctric per a ús privatiu creant models totalment ineficients pel que fa a l'ús de l'espectre o seguint el model poc ètic de crear microoperadors (WISP) per cobrar per l'ús de l'espectre radioelèctric d'ús públic sense llicència.

- L'11 de juliol de 2008 es va constituir la Fundació Privada per a la Xarxa Oberta, Lliure i Neutral guifi.net[9] com a plataforma de col·laboració de Recerca, Innovació i Desenvolupament i com un fòrum de trobada d'institucions, organitzacions i empreses interessades a participar en un projecte global per al desenvolupament de les infraestructures i els serveis de xarxa.
- Al setembre de 2008 la xarxa supera els 5.000 nodes operatius.[10]
- El 25/11/2008 la Unió Europea, en la conferència ICT2008 a Lió, anuncia oficialment[11] que ha escollit guifi.net com a membre de la European Network of Living Labs.
- Al febrer de 2009 la xarxa supera els 6.000 nodes operatius.
- A l'abril de 2009 la Fundació guifi.net queda inscrita al registre d'operadors de telecomunicacions de la Comissió del Mercat de les Telecomunicacions.
- El juny de 2009 la xarxa supera els 7.000 nodes operatius (10.000 nodes si se sumen els no operatius).
- L'agost de 2009 es comença a fer el primer tram de fibra òptica, uns dos quilòmetres, que uneixen una dotzena de masies al municipi de Gurb.
- A l'octubre de 2009 supera els 8.000 nodes operatius (11.800 nodes totals) i més d'11.500 quilòmetres d'enllaços.
- Al novembre de 2009, Guifi.net s'incorpora al Punt Neutre d'Internet de Catalunya (CATNIX).[12]
- Al desembre de 2009 desenvolupa un projecte conjunt amb l'ONG Terrassaharaui[13] que permet desplegar la xarxa guifi entre diversos campaments de refugiats sahrauis.[14]
- Durant el 27 de juny de 2010 se superen els 10.000 nodes operatius (14.700 nodes totals) i prop de 15.000 km d'enllaços.
- El 4 de juliol de 2010, Òmnium Cultural sol·licita ajuda a guifi.net per donar cobertura wifi durant la manifestació convocada a Barcelona el día 10 de juliol, a 6 dies vista. S'aconsegueix donar cobertura durant 2 km gràcies a l'ajut de 22 persones.[15]
- A l'octubre de 2010 se superen els 11.000 nodes operatius.
- Al mes de novembre de 2010 s'instal·la i posa en funcionament un tram de xarxa utilitzant fibra òptica al municipi de Taradell[16]
- El 16 de desembre de 2010 s'anuncien els guanyadors dels Ajuts puntCAT 2010.[17] Guifi.net reb un dels set Ajuts puntCAT 2010 per al projecte “Complement per a Mozilla Firefox i Mozilla Fennec que facilita l'ús de servidors intermediaris”. El seu objectiu és facilitar la utilització de proxys, portes d'accés a Internet, en els navegadors d'Internet Mozilla Firefox i Mozilla Fennec. Amb això es facilitarà enormement que tothom pugui, de manera molt senzilla i transparent, connectar-se a proxys fàcilment. L'Associació EXO, Expansió de la Xarxa Oberta, també reb un dels set Ajuts puntCAT 2010 per al projecte “Equip de desplegament ràpid de cobertura WiFi d'acord amb el model de Xarxa Oberta”, facilitat per l'Ajut puntCAT 2010, té tres finalitats concretes: donar cobertura WiFi a grans esdeveniments, desenvolupar una versió estable del programari que s'està desenvolupant a GràciaSenseFils i publicar un manual d'usuari i d'administrador per al programari que es desenvolupi, a més d'un manual d'usuari del conjunt WiFi. Foto[18]
- Al setembre de 2011 s'inicia la participació en el projecte d'innovació educativa OpenFPnet que ha estat seleccionat amb l'objectiu de crear una xarxa de telecomunicacions que connectarà sis centres d'educació secundària de les Terres de l'Ebre i el nord de Castelló.[19]
- A l'octubre de 2011 guifi.net forma part d'un consorci europeu que ha estat escollit per la Comissió Europea per a dur a terme un projecte de recerca en l'àmbit de les xarxes de telecomunicacions d'iniciativa ciutadana.[20]
- Al novembre de 2011 s'inicia la participació el projecte de recerca europeu escollit per la Comissió Europea sobre aplicacions mòbils i web de servei públic al ciutadà Commons for Europe que té com a objectiu proveir serveis innovadors als ciutadans i, mitjançant la col·laboració entre set ciutats, trobar solucions úniques a problemes comuns i reduir-ne, així, els costos.[21]
- Al desembre de 2011 se superen els 15.000 nodes operatius.
- El gener de 2012 es presenta a la Universitat Jaume I de Castelló la Jornada sobre guifi.net i les administracions locals:
  - Les administracions públiques i les xarxes de comunicacions - Pilar Puig[22]
  - guifi.net i les administracions públiques, aspectes legals - Lluís Dalmau[23]
  - Nous projectes de guifi.net - Ramon Roca[24]
- A l'estiu de 2012 es desenvolupa el Camp de Treball guifi.net 2012 a Vic[Enllaç no actiu],[25] en el qual el planifica i desenvolupa un desplegament de xarxa de fibra òptica per connectar els edificis de l'Escola Andersen, el Club Patí Vic, l'Alberg de Joventut i l'Estació meteorològica, aquests equipaments tenien una connectivitat a Internet entre 0,5 i 1 Mbps i els circuits que s'han construït amb fibra òptica tenen una capacitat d'1 Gbps (l'equivalent a 1000 Mbps).
- El setembre de 2012 es realitza la trobada anual d'usuaris de Guifi.net, SAX, a Tortosa.[26]
- A l'estiu de 2013 es desenvolupa el II Camp de Treball guifi.net 2013 a Sallent, on 23 joves es formen i aprenen a muntar nodes i de tota mena de dispositius de xarxa.
- El 4 de desembre de 2012 se superen els 19.000 nodes operatius.
- A l'1 de gener de 2013 la Fundació guifi.net inicia la seva participació en el projecte europeu Clommunity Arxivat 2014-03-05 a Wayback Machine.
- El gener de 2014 s'inicia el projecte europeu CAPTOR.
- El Juny de 2014 es realitza la trobada anual d'usuaris de Guifi.net, SAX, a Morella.[27]
- Al febrer de 2015 es consolida la xarxa guifi.net a les Illes Balears[28]
- Al febrer de 2015 s'inicia el projecte europeu RIFE.[29]
- Al novembre de 2015, la Fundació Guifi.net rep un dels premis European Broadband 2015.[30][31]
- L'agost de 2016 se superen els 32.000 nodes operatius.
- A l'abril de 2019, s'actualitza a la versió 15 el Conveni per a la realització d'activitat econòmica segons el Comuns XOLN i participació a les Compensacions.
- A l'abril de 2022 los municipos de Valle de Ollo, Cendea de Olza i diferents municipis de Sakana (Navarra) poden connectar-se a la xarxa de fibra òptica.
- Al maig de 2022 s'amplia la cobertura als barris de Narrondo y Artadi de Zumaia.
- Al juny de 2022 es projecte el documental 'Última Milla' a l'Ateneu Barcelonès.
- Al setembre de 2022 guifi.net entre els finalistes als premis European Broadban Awards 2022.
- A l'octubre de 2022 arriba el SAX2022.
- Al gener de 2023 arriba la xarxa de comuns guifi.net a Pontils.
- Al febrer de 2023 s'activa la plataforma network.guifi.net
- Al març de 2023 guifi.net al Seminari 'Mapa de l'Ecosistema Català d'Innovació' i al cicle de trobades sobre consum ètic del Prat de Llobregat.